# Polatsk

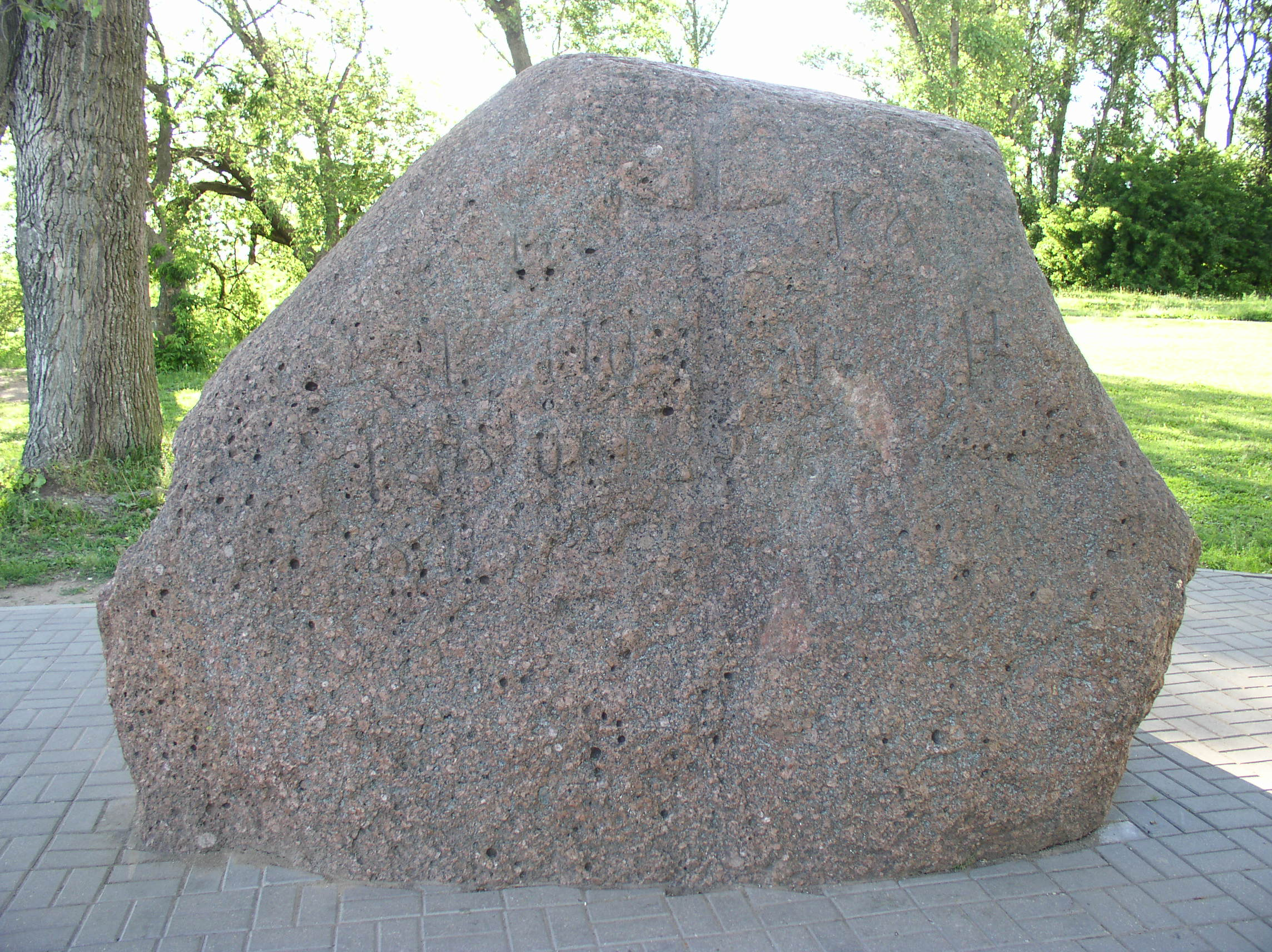
A "Pedra de Boris"

Polatsk (bielorrusso: Полацк; russo: Полоцк/Polotsk; polonês: Połock) é uma cidade histórica da Bielorrússia, situada às margens do rio Duina. É o centro do distrito de Polatsk na voblast Viciebsk. A população era de aproximadamente 82.769 habitantes (em 2004). É servida pelo Aeroporto Polatsk, que durante a Guerra Fria serviu de base aérea para Borovitsy.

## História

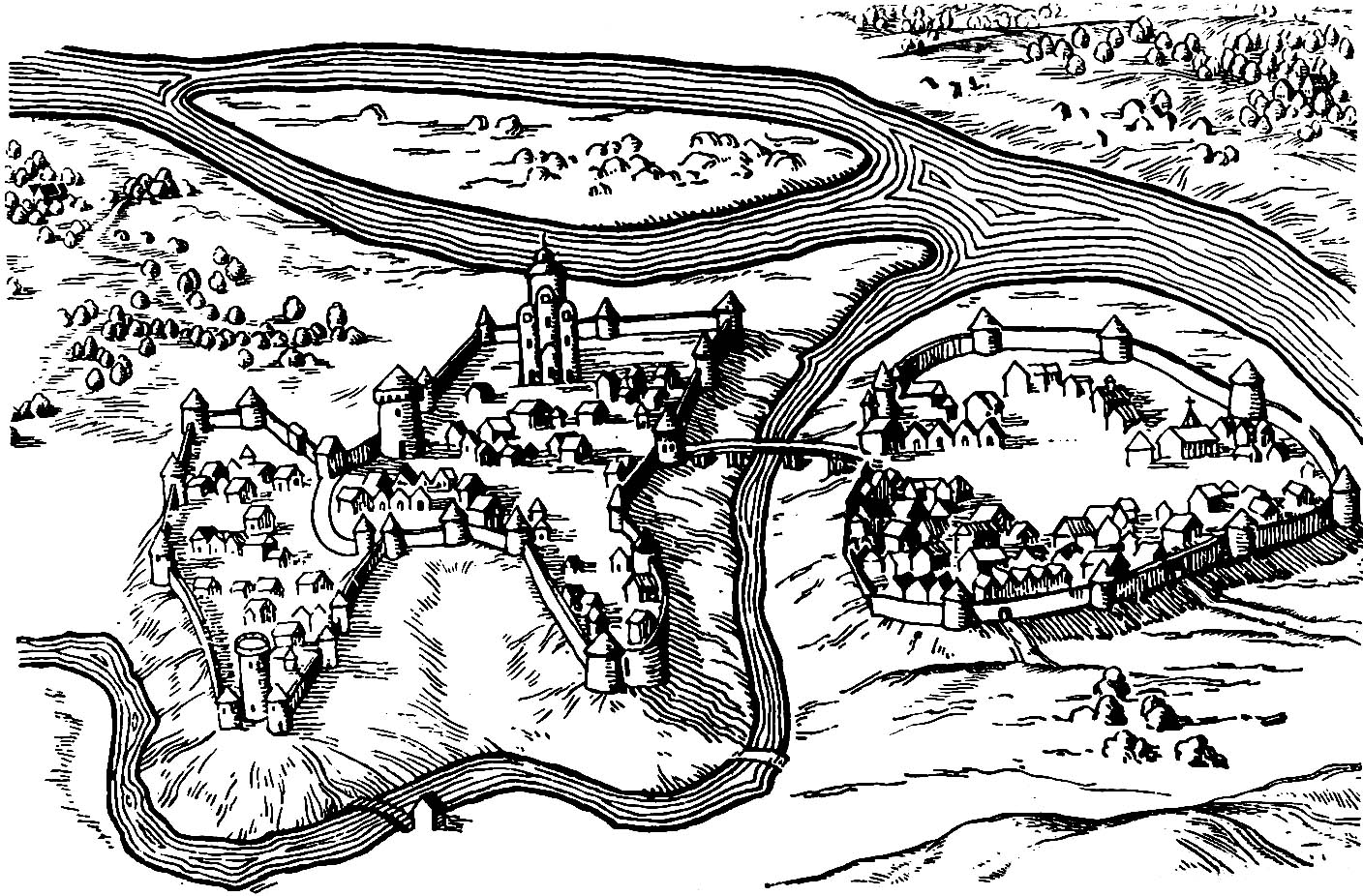
Polatsk no século XVI

O nome do antigo eslavo oriental, Polotesk, é derivado do rio Polota, que corre próximo ao Duina. Os viquingues traduziram aquele nome por Palteskja, ou Paltejsborg.
Polatsk é uma das mais antigas cidades dos Eslavos do Leste. Ela foi mencionada pela primeira vez na Crônica de Nestor em 862 (como Полотескъ, /poloteskŭ/), juntamente com Murom e Beloozero. As sagas de Norse descrevem a cidade como a mais fortemente protegida de toda a Rússia de Quieve.
Entre os séculos X e XII, o Principado de Polócia surgiu como um centro dominante de poder, onde é hoje o território da Bielorrússia, com um papel de menor importância desempenhado pelo Principado de Turaŭ ao sul. Era destacada a sua soberania em relação a outros centros da Rússia de Quieve, tornando-se uma capital política, a sede episcopal e a controladora dos territórios vassalos das tribos bálticas no oeste.
Seu governante mais poderoso foi o príncipe Useslau I (r. 1044–1101). Uma inscrição do século XII encomendada por Boris, o filho de Vseslav pode ser ainda vista em uma grande pedra situada próxima à Catedral de Santa Sofia. Polócia tornou-se parte do Grão-Ducado da Lituânia em 1307 e afirmam ter sido o principal centro de comércio do Estado. Ela ganhou os privilégios de cidade em 1498.
Polatsk foi a capital da voivodia de Połock, na República das Duas Nações, até 1772, por ocasião das partições da Polônia. Capturada pelo exército russo de Ivan, o Terrível em 1563, ela retornou à Lituânia quinze anos mais tarde.

Aquele período de guerras iniciou o gradual declínio da cidade. Depois da primeira partição da Polônia, Polatsk ficou reduzida à importância de uma pequena cidade provincial do Império Russo.

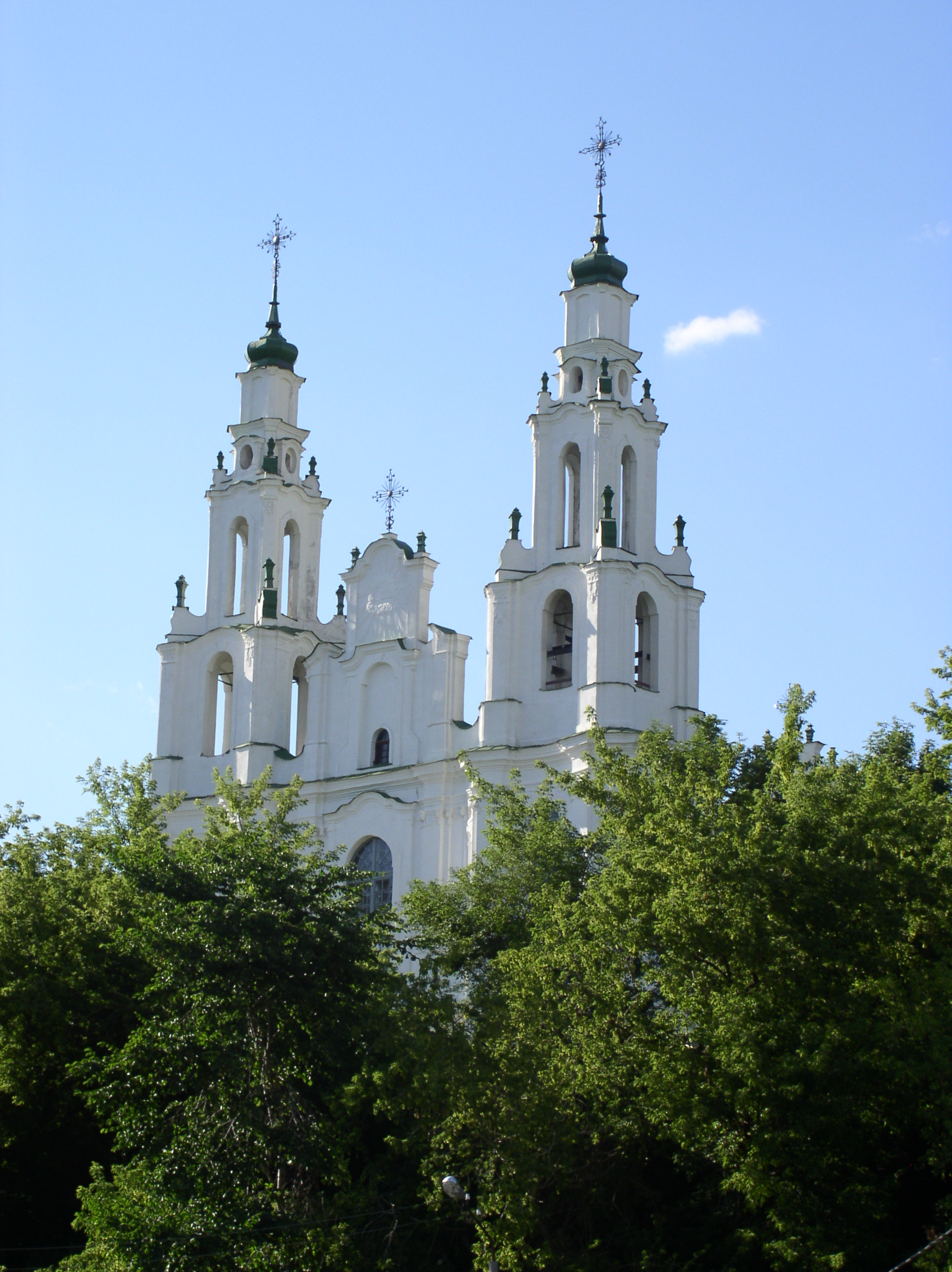
Catedral de Santa Sofia

Durante a invasão francesa da Rússia em 1812, ela foi palco de duas importantes batalhas.

## Herança cultural

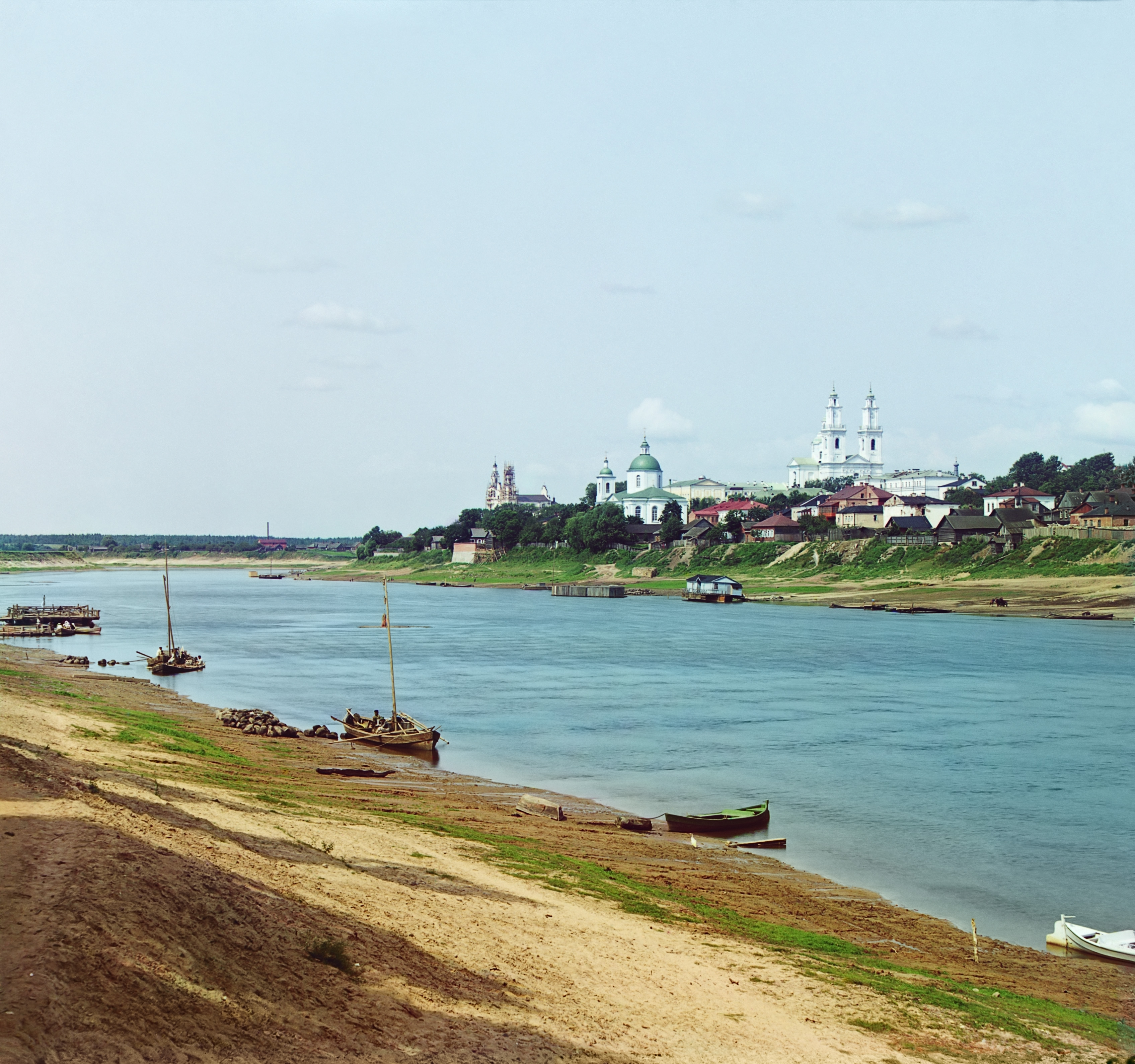
Vista de Polatsk do Rio Polota. (Fotografia de 1912 por Sergei Mikhailovich Prokudin-Gorskii)

A Catedral de Santa Sofia em Polatsk (1044-1066) foi o símbolo do apogeu arquitetônico da cidade, rivalizando com as igrejas de mesmo nome de Novogárdia Magna e Quieve, na Rússia e fazendo referência a original Basílica de Santa Sofia em Quieve em Constantinopla.
O atual edifício barroco, porém, data do meio do século XVIII. Alguma arquitetura genuína do século XII ainda permanece no convento de Santa Eufrosina, que também apresenta uma catedral neobizantina, desenhada por Konstantin Thon.
Ainda podem ser vistos na cidade outros legados culturais do período medieval, como os trabalhos da freira Eufrosina de Polatsk (1120-1173), que construiu monastérios, transcreveu livros, promoveu a literatura e patrocinou a arte (inclusive a famosa "Cruz de Eufrosina" do artesão local Lazarus Bohsha, um símbolo nacional e tesouro perdido durante a Segunda Guerra Mundial), e os originais sermões em Eslavo Eclesiástico e escritos do  Bispo Cyril de Turaŭ (1130-1182).
O primeiro tipógrafo bielorrusso Francysk Skaryna nasceu em Polatsk por volta de 1490. Ele é famoso por sua primeira impressão da Bíblia na linguagem eslava oriental (no idioma ruteno) em 1517, várias décadas após o primeiro livro impresso por Johann Gutenberg e alguns anos após a primeira Bíblia Tcheca (1506).